# Rudolf Zurmühl
Rudolf Zurmühl (* 14. September 1904 in Soest; † 27. Oktober 1966 in Berlin) war ein deutscher Mathematiker.

## Leben
Rudolf Zurmühl war der Sohn eines Kaufmanns und studierte nach dem Abitur am Archigymnasium 1924 in Soest zunächst Maschinenbau in Hannover und ab 1929 in Darmstadt (unterbrochen von mehrmonatigen Praktika, u. a. bei M.A.N.), wo er 1932 sein Diplom in Maschinenbau mit Auszeichnung erhielt. Danach arbeitete er als privater Repetitor, während er an seiner Doktorarbeit schrieb. 1939 promovierte er an der mathematischen Fakultät der TH Darmstadt bei Alwin Walther über numerische Methoden zur Lösung von Differentialgleichungen (Zur numerischen Integration gewöhnlicher Differentialgleichungen zweiter und höherer Ordnung, erschienen in ZAMM, Bd. 20, 1940, S. 104). Danach war er wissenschaftlicher Mitarbeiter an Walthers Institut für Praktische Mathematik, ab 1943 mit Lehrauftrag. Zusammen mit Lothar Collatz war er zwischen 1940 und 1945 Autor vieler Berichte zur Ballistik des Aggregat 4 (A4).
Nach der Habilitation 1962 zur numerischen Berechnung der Eigenwerte von Matrizen wurde er 1963 als ordentlicher Professor an die Technische Universität Berlin berufen.
Große Verdienste errang sich Rudolf Zurmühl durch seine Lehrtätigkeit zu Problemen der praktischen Mathematik. Seine Lehrbücher, die sich vorwiegend an Nichtmathematiker wandten, sind noch heute von großer Bedeutung.
Im Alter von 62 Jahren erlag Zurmühl den Folgen eines Verkehrsunfalls.

## Schriften
- V2-Ballistik. In Angewandte Mathematik. FIAT-Bericht Band 7, Teil V (Editor Alwin Walther). Für Deutschland bestimmte Ausgabe, Dieterich-Verlag, Wiesbaden, 1948, S. 177–186.
- Matrizen und ihre technische Anwendung. Springer Verlag, 1950 (6. Auflage 1992 durch Sigurd Falk), doi:10.1007/978-3-662-00454-8 (4. Auflage von 1964)
- Praktische Mathematik für Ingenieure und Physiker. Springer-Verlag, 1953 (5. Auflage 1965 und als Reprint 1984, ISBN 3-540-03435-8, doi:10.1007/978-3-642-62022-5)